# Koto (Rússia)
Koto - Кото (rus) - és un poble (un possiólok) al krai de Khabàrovsk, a Rússia, que el 2012 tenia 74 habitants. Pertany al districte rural de Vàninski.